# Explosion d'Avonmouth
L'explosion d'Avonmouth est survenue le 3 décembre 2020 vers 11 h 20 GMT lorsqu'un silo contenant des biosolides a explosé à Avonmouth, dans la banlieue de Bristol, au Royaume-Uni, tuant quatre personnes et en blessant une autre. La police d'Avon et de Somerset (en) a déclaré un incident majeur.
Le site est exploité par GENeco, une filiale de Wessex Water (en). Ses produits incluent le biométhane qui est fourni aux opérateurs d'autobus, dont Bristol Community Transport (en), qui exploitent l'un des itinéraires de MetroBus (en).